# Emulațiune
Emulațiune este o operă literară scrisă de Ion Luca Caragiale. 